# Aphylla brasiliensis
Aphylla brasiliensis е вид водно конче от семейство Gomphidae. Видът е незастрашен от изчезване.

## Разпространение
Разпространен е в Бразилия.